# Імператор Ґо-Муракамі
Імператор Ґо-Мурака́мі (яп. 後村上天皇, ごむらかみてんのう, ґо-муракамі тенно;  1328 — 29 березня 1368) — 97-й Імператор Японії, синтоїстське божество, 2-й Імператор Південної династії. Роки правління: 18 вересня 1339 — 29 березня 1368. Ім'я перекладається як «Пізній Муракамі», що дає змогу низці дослідників називати його Муракамі II.
З 1911 року в японській історіографії Імператори Південної династії почали вважатися представниками головної лінії Імператорського Дому, тому Імператор Ґо-Муракамі став 97-м Імператором Японії. До того часу Імператори Північної династії розглядалися як законні спадкоємці Імператорського Дому, відповідно Імператор Ґо-Муракамі називався лише 2-м Імператором Південної династії.

## Біографія
Син імператора Ґо-Дайґо і наложниці  Ренсі, донько Ано Кінкадо. Замолоду звався принц Норінаґа. Брав активну участь у повстанні проти Камакурського сьогунату. 1333 року разом Кітабатаке Акііє знищив у провінції Муцу вірних роду Ходзьо самураїв. З початком повстання Асікаґи Такаудзі брав участь у декількох битвах (з різним результатом) проти нього біля столиці державі, потім відступив до провінції Муцу. 1337 року був серед оборонців замку Таґа, після падіння якого відступив до Йосіно. 1338 року оголошено спадкоємцем трону. Того ж року брав участь у битві при бухті Ураїсі, де перемогу здобув Такаудзі. 1339 року після смерті батька успадкував владу.
Бойові дії продовжували. До 1343 року Кітабатаке Тікафуса зумів скувати значні сили Асікаґа при облозі замку Хітаті. Втім останній довелося залишити та відступити до Йосіно. Подальші бойові дії мали вигляд окремих сутичок та партизанських дій, які очолив Кусунокі Масацура.
1348 року війна з Північним домом і сьогунатом Муроматі поновилася. 1348 року війська останнього завдали поразки у битві при Сідзьо-Навате, а потім захопили Йосіно. Становище Ґо-Муракамі продовжувало погіршуватися, але 1350 року Асікаґа Тадайосі перейшов на бік Ґо-Муракамі. 1351 року зазнавши низи поразок сьогун Асікаґа Такаудзі уклав угоду з Ґо-Муракамі, визнавши того імператором, поваливши імператора Суко. Війська Південного дому зайняли Кіото. Проте вже 1352 року Ґо-Муракамі відступив з Кіото, захопивши з собою відставних імператорів Суко, Коґона і Комьо, а також спадкоємця трону Тадахіто. Невдовзі його війська перемогли у битві Сітідзьо-Омія. У 1354 і 1356 роках бої точилися за Кіото, який перходив з рук в руки декілька разів. Водночас 1355 року на півночі острові Кюсю брат Ґо-Муракамі — принц Канейосі —, за підтримки місцевого роду Кікуті, захопив у 1355 році центральний порт міжнародної торгівлі Хакату й до 1365 року оволодів усім островом. 
На деякий час після смерті сьогуна Асікаґи Такаудзі у 1358 році імператор Ґо-Муракамі зумів переманити на свій бік провідних військовиків Північного двору. Втім зрештою зазнав повної невдачі. У грудні 1359 року Ґо-Муракамі переніс власну резиденцію до храму Кансіндзі, а у вересні наступного року він переїхав на північ до Сумійосі. 1361 року на 20 днів вдалося знову захопити Кіото. 
1367 року відкинув спробу сьогуна Асікаґа Йосіакіри укласти мир. На той час імператор уже страждав від хвороб, померши 1368 року. Владу перебрав його син — принц Ютанарі, що став відомий як імператор Тьокей.
Вивчав мистецтво складання вака під орудою Нідзьо Тамесади. Його вірші увійшли до антологій «Дайрісенкубі» та «Дайрісан Хіякуроку Дзюкубі-ута», а також 100 віршів до збірки «Сінйо вака-сю»

## Генеалогічне дерево
|  |  | (96) Ґо-Дайґо | (96) Ґо-Дайґо | (96) Ґо-Дайґо | (96) Ґо-Дайґо | (96) Ґо-Дайґо | (96) Ґо-Дайґо |  |  | Такайосі         | Такайосі | Такайосі | Такайосі | Такайосі | Такайосі |  |  |                 |                 |                 |                 |                 |                 |  |  |
|  |  | (96) Ґо-Дайґо | (96) Ґо-Дайґо | (96) Ґо-Дайґо | (96) Ґо-Дайґо | (96) Ґо-Дайґо | (96) Ґо-Дайґо |  |  | Такайосі         | Такайосі | Такайосі | Такайосі | Такайосі | Такайосі |  |  |                 |                 |                 |                 |                 |                 |  |  |
|  |  |               |               |               |               |               |               |  |  |                  |          |          |          |          |          |  |  |                 |                 |                 |                 |                 |                 |  |  |
|  |  |               |               |               |               |               |               |  |  | Йосійосі         |          |          |          |          |          |  |  |                 |                 |                 |                 |                 |                 |  |  |
|  |  |               |               |               |               |               |               |  |  |                  |          |          |          |          |          |  |  |                 |                 |                 |                 |                 |                 |  |  |
|  |  |               |               |               |               |               |               |  |  |                  |          |          |          |          |          |  |  |                 |                 |                 |                 |                 |                 |  |  |
|  |  |               |               |               |               |               |               |  |  | Морійосі         | Морійосі | Морійосі | Морійосі | Морійосі | Морійосі |  |  | Окійосі         | Окійосі         | Окійосі         | Окійосі         | Окійосі         | Окійосі         |  |  |
|  |  |               |               |               |               |               |               |  |  | Морійосі         | Морійосі | Морійосі | Морійосі | Морійосі | Морійосі |  |  | Окійосі         | Окійосі         | Окійосі         | Окійосі         | Окійосі         | Окійосі         |  |  |
|  |  |               |               |               |               |               |               |  |  |                  |          |          |          |          |          |  |  |                 |                 |                 |                 |                 |                 |  |  |
|  |  |               |               |               |               |               |               |  |  | Цунейосі         | Цунейосі | Цунейосі | Цунейосі | Цунейосі | Цунейосі |  |  | (98) Тьокей     | (98) Тьокей     | (98) Тьокей     | (98) Тьокей     | (98) Тьокей     | (98) Тьокей     |  |  |
|  |  |               |               |               |               |               |               |  |  | Цунейосі         | Цунейосі | Цунейосі | Цунейосі | Цунейосі | Цунейосі |  |  | (98) Тьокей     | (98) Тьокей     | (98) Тьокей     | (98) Тьокей     | (98) Тьокей     | (98) Тьокей     |  |  |
|  |  |               |               |               |               |               |               |  |  |                  |          |          |          |          |          |  |  |                 |                 |                 |                 |                 |                 |  |  |
|  |  |               |               |               |               |               |               |  |  | Нарійосі         | Нарійосі | Нарійосі | Нарійосі | Нарійосі | Нарійосі |  |  | (99) Ґо-Камеяма | (99) Ґо-Камеяма | (99) Ґо-Камеяма | (99) Ґо-Камеяма | (99) Ґо-Камеяма | (99) Ґо-Камеяма |  |  |
|  |  |               |               |               |               |               |               |  |  | Нарійосі         | Нарійосі | Нарійосі | Нарійосі | Нарійосі | Нарійосі |  |  | (99) Ґо-Камеяма | (99) Ґо-Камеяма | (99) Ґо-Камеяма | (99) Ґо-Камеяма | (99) Ґо-Камеяма | (99) Ґо-Камеяма |  |  |
|  |  |               |               |               |               |               |               |  |  |                  |          |          |          |          |          |  |  |                 |                 |                 |                 |                 |                 |  |  |
|  |  |               |               |               |               |               |               |  |  | (97) Ґо-Муракамі |          |          |          |          |          |  |  |                 |                 |                 |                 |                 |                 |  |  |
|  |  |               |               |               |               |               |               |  |  |                  |          |          |          |          |          |  |  |                 |                 |                 |                 |                 |                 |  |  |
|  |  |               |               |               |               |               |               |  |  |                  |          |          |          |          |          |  |  |                 |                 |                 |                 |                 |                 |  |  |
|  |  |               |               |               |               |               |               |  |  | Мунейосі         |          |          |          |          |          |  |  |                 |                 |                 |                 |                 |                 |  |  |
|  |  |               |               |               |               |               |               |  |  |                  |          |          |          |          |          |  |  |                 |                 |                 |                 |                 |                 |  |  |
|  |  |               |               |               |               |               |               |  |  |                  |          |          |          |          |          |  |  |                 |                 |                 |                 |                 |                 |  |  |
|  |  |               |               |               |               |               |               |  |  | Канейосі         |          |          |          |          |          |  |  |                 |                 |                 |                 |                 |                 |  |  |
|  |  |               |               |               |               |               |               |  |  |                  |          |          |          |          |          |  |  |                 |                 |                 |                 |                 |                 |  |  |